# Baby M
Baby M (27 de março de 1986) foi o pseudônimo dado ao bebé cuja paternidade legal estava em disputa no contexto de um acordo de Maternidade de substituição, no caso do Julgamento do Caso Baby M.
Em 2007, Baby M figurou na lista "25 vidas que causaram um impacto inesquecível" do jornal USA Today.

## O Caso
Elizabeth e William Stern, moradores de Tenafly, New Jersey, eram casados e não podiam ter filhos, já que Elizabeth sofria de esclerose múltipla. Por meio de um centro para tratamento de infertilidade que intermediava gravidez de aluguel, conheceram Mary Beth Whitehead, uma jovem senhora de 29 anos de idade, casada e mãe de duas crianças.

### O Contrato
Em fevereiro de 1985 foi assinado um contrato entre Mary Beth e William Stern, onde ficou acertado:

1) Mary Beth iria gerar o bebê e após iria entregá-lo a William Stern após o nascimento;

2) Mary Beth receberia a inseminação artificial com o esperma de William;

3) Mary Beth abria mão de seus direitos maternos; e
 
4) em contrapartida o casal Stern aceitou: (i) pagar a quantia de U$ 10.000,00 (dez mil dólares) a Mary Beth; (ii) arcar com todas as despesas médicas; e (iii) pagar a empresa de fertilidade no valor de US 7.500,00 (sete mil dólares), pelo serviço prestado.
Porém, assim que deu à luz, Mary Beth não teve coragem de entregar a criança ao casal e decidiu que ficaria com ela, fugindo então para a Flórida. Mary Beth Whitehead registrou a criança como Sara Elizabeth Whitehead.
Inconformados, o casal Stern iniciou um processo judicial em New Jersey e obteve uma ordem judicial concedendo a custódia da criança a eles.

### Decisão da Primeira Instância
O responsável por decidir a causa foi o juiz Harvey R. Sorkow, que entendeu que o contrato deveria ser cumprido uma vez que foi firmado voluntariamente por dois adultos, que estabeleceram um acordo que traria benefícios para ambas as partes.
O juiz foi contra a tese de que o contrato tinha como objeto o comércio de bebês. Ele entendeu que o pai biológico não compra aquilo que já é seu. Portanto, o contrato foi firmado tendo como objeto o serviço de Mary Beth engravidar e dar à luz a um filho de William. Então, em primeira instância, o juiz determinou que a criança fosse entregue ao casal Elizabeth e William Stern e extinguiu os direitos maternos de Mary Beth sobre a criança, que foi adotada pelo casal.

### Decisão da Segunda Instância
A defesa de Mary Beth apelou da decisão à Suprema Corte de New Jersey que, por unanimidade, reformou a decisão e decidiu pela anulação do contrato de gravidez de aluguel.
O relator e presidente da Suprema Corte, Robert Wilentz, defendeu que o contrato era inválido, entendendo que a gravidez de aluguel configura comércio de bebês, o que torna o contrato ilegal.
Embora o contrato tenha sido declarado ilegal por todo o exposto, a Suprema Corte de New Jersey deu a custódia de “Baby M” para William Stern com base no fato que seria melhor opção para a criança, pois o casal Stern teria melhores condições de criar “Baby M”. Contudo, a Suprema Corte restituiu a condição de mãe para Mary Beth e determinou o direito de visitação a ela.
Por conta dessa sentença, a criança teve o direito de ser rebatizada, recebendo o nome de Melissa Elizabeth Stern.